# Mont Pachnès
Le mont Pachnès (grec moderne : Παχνές, du grec ancien πάχνη, « la rosée du matin » ou « le brouillard ») est le second plus haut sommet de la Crète, à 2 453 mètres d'altitude. Il est le point culminant du massif des Lefká Óri, les « montagnes blanches », qui s'étendent dans l'ouest de l'île, sur le territoire de La Canée.

## Géographie
À 2 453 m, il s'agit du plus haut sommet des Lefká Óri et du deuxième plus haut sommet de la Crète derrière le mont Psiloritis, qui ne le dépasse que de trois mètres en altitude.

## Ascension
Un seul sentier, accessible aux randonneurs, permet l'ascension jusqu'au sommet. Son départ est le plus souvent effectué depuis la ville d'Anopolis (en), située sur le plateau Sud en contrebas des Lefká Óri, de laquelle part une piste en lacets qui serpente jusqu'à environ 2 000 mètres d'altitude.